# Carl Konow (1863–1923)
Carl Konow, född den 20 augusti 1863 i Bergen, död där den 18 maj 1923, var en norsk präst, sonson till Carl Konow (1806–1876), kusin til Sten Konow (1867–1948).
Konow tog teologisk ämbetsexamen 1886, 1887 praktisk-teologisk examen och företog därefter en längre studieresa till kända tyska lärosäten. 1889 blev han präst i sin födelsestad. Under de följande åren utvecklades han alltmer i kulturprotestantisk riktning, efter att under studietiden betraktats som konservativ. 
Hans ryktbarhet grundlades 1906, då Konow i ett föredrag uttalade sig till förmån för en modernisering av kristendomen. Biskop Johan W. Erichsen höll därefter ett motföredrag om betydelsen av de kristne dogmerna. Konow svarade genom att på nytt hålla ett offentligt föredrag, där en negativ kritik av kyrkoläran var dominerande. 
Några församlingsmedlemmar sände in en klagan till Kirkedepartementet, och det ledde till en konflikt som medförde att Konow 1907 fråntogs det mesta av församlingsarbetet, men behöll sina gudstjänster, då han själv inte ville ta avsked och kyrkoministern inte ville att det skulle anläggas sak mot honom för att få honom dömd att mista ämbetet. 
Under de sista åren var det lugnt omkring Konows namn. 1916 återupptogs han i Bergens presteforening och deltog aktivt på mötena. Konow var i sin religiositet mer mystiker än rationalist. En samling Efterlatte prækener utgavs 1923.